# Biblián (kanton)
Biblián – kanton w Ekwadorze, w prowincji Cañar. Stolicą kantonu jest Biblián.